# Altès
|  | Per a altres significats, vegeu «Marta Altés». |

Altès o Altés és un poble del municipi de Bassella (Alt Urgell) a 491 m d'altitud, a l'esquerra de la Ribera Salada (que a l'edat mitjana era anomenada Riu d'Altès). La seva església parroquial, dedicada a Sant Pere, era l'església de l'antic castell d'Altès i ja és esmentada a l'acta de consagració de la catedral de la Seu d'Urgell, l'any 839. Segons Meyer-Lübke l'etimologia d'aquest topònim és d'origen ibèric (a l'acta de consagració de la catedral de la Seu d'Urgell surt escrit amb la forma Aootense). Segons Joan Coromines, ve del basc ote-tsu ("ple d'esbarzers").